# Lista de singles número um na Gaon International Songs Chart em 2012
Esta é uma lista de canções internacionais que atingiram o número um da tabela musical Gaon International Songs Chart em 2012. A Gaon International Songs Chart é um gráfico que classifica as canções internacionais com melhor desempenho na Coreia do Sul. A lista é publicada pela Gaon Music Chart em periodicidade semanal, mensal e anual. 
Os dados são coletados pela Korea Music Content Association. de acordo com a Gaon 국외 (Foreign) Digital Chart, que classifica as canções de acordo com seu desempenho nas paradas de Streaming, Download, BGM e Mobile. Abaixo estão listados os singles internacionais que alcançaram as melhores posições nas paradas semanais e mensais do ano vigente:

## Histórico semanal
| Semana de       | Canção                | Artista(s)                                          | Ref    |
| --------------- | --------------------- | --------------------------------------------------- | ------ |
| 7 de janeiro    | "I Won't Give Up"     | Jason Mraz                                          | [ 2 ]  |
| 14 de janeiro   | "I Won't Give Up"     | Jason Mraz                                          | [ 3 ]  |
| 21 de janeiro   | "Livin' My Love"      | Steve Aoki com participação de LMFAO e Nervo        | [ 4 ]  |
| 28 de janeiro   | "Livin' My Love"      | Steve Aoki com participação de LMFAO e Nervo        | [ 5 ]  |
| 4 de fevereiro  | "Livin' My Love"      | Steve Aoki com participação de LMFAO e Nervo        | [ 6 ]  |
| 11 de fevereiro | "Be Be Your Love"     | Rachael Yamagata                                    | [ 7 ]  |
| 18 de fevereiro | "Be Be Your Love"     | Rachael Yamagata                                    | [ 8 ]  |
| 25 de fevereiro | "Be Be Your Love"     | Rachael Yamagata                                    | [ 9 ]  |
| 3 de março      | "Live My Life"        | Far East Movement com participação de Justin Bieber | [ 10 ] |
| 10 de março     | "Rolling in the Deep" | Adele                                               | [ 11 ] |
| 17 de março     | "The Freedom Song"    | Jason Mraz                                          | [ 12 ] |
| 24 de março     | "Moves Like Jagger"   | Maroon 5 com participação de Christina Aguilera     | [ 13 ] |
| 31 de março     | "Moves Like Jagger"   | Maroon 5 com participação de Christina Aguilera     | [ 14 ] |
| 7 de abril      | "Moves Like Jagger"   | Maroon 5 com participação de Christina Aguilera     | [ 15 ] |
| 14 de abril     | "Moves Like Jagger"   | Maroon 5 com participação de Christina Aguilera     | [ 16 ] |
| 21 de abril     | "Payphone"            | Maroon 5 com participação de Wiz Khalifa            | [ 17 ] |
| 28 de abril     | "Payphone"            | Maroon 5 com participação de Wiz Khalifa            | [ 18 ] |
| 5 de maio       | "Payphone"            | Maroon 5 com participação de Wiz Khalifa            | [ 19 ] |
| 12 de maio      | "Payphone"            | Maroon 5 com participação de Wiz Khalifa            | [ 20 ] |
| 19 de maio      | "Payphone"            | Maroon 5 com participação de Wiz Khalifa            | [ 21 ] |
| 26 de maio      | "Payphone"            | Maroon 5 com participação de Wiz Khalifa            | [ 22 ] |
| 2 de junho      | "Payphone"            | Maroon 5 com participação de Wiz Khalifa            | [ 23 ] |
| 9 de junho      | "Payphone"            | Maroon 5 com participação de Wiz Khalifa            | [ 24 ] |
| 16 de junho     | "Payphone"            | Maroon 5 com participação de Wiz Khalifa            | [ 25 ] |
| 23 de junho     | "Payphone"            | Maroon 5 com participação de Wiz Khalifa            | [ 26 ] |
| 30 de junho     | "One More Night"      | Maroon 5                                            | [ 27 ] |
| 7 de julho      | "One More Night"      | Maroon 5                                            | [ 28 ] |
| 14 de julho     | "One More Night"      | Maroon 5                                            | [ 29 ] |
| 21 de julho     | "One More Night"      | Maroon 5                                            | [ 30 ] |
| 28 de julho     | "One More Night"      | Maroon 5                                            | [ 31 ] |
| 4 de agosto     | "One More Night"      | Maroon 5                                            | [ 32 ] |
| 11 de agosto    | "One More Night"      | Maroon 5                                            | [ 33 ] |
| 18 de agosto    | "One More Night"      | Maroon 5                                            | [ 34 ] |
| 25 de agosto    | "One More Night"      | Maroon 5                                            | [ 35 ] |
| 1 de setembro   | "One More Night"      | Maroon 5                                            | [ 36 ] |
| 8 de setembro   | "One More Night"      | Maroon 5                                            | [ 37 ] |
| 15 de setembro  | "Girl on Fire"        | Alicia Keys                                         | [ 38 ] |
| 22 de setembro  | "One More Night"      | Maroon 5                                            | [ 39 ] |
| 29 de setembro  | "One More Night"      | Maroon 5                                            | [ 40 ] |
| 6 de outubro    | "One More Night"      | Maroon 5                                            | [ 41 ] |
| 13 de outubro   | "One More Night"      | Maroon 5                                            | [ 42 ] |
| 20 de outubro   | "One More Night"      | Maroon 5                                            | [ 43 ] |
| 27 de outubro   | "One More Night"      | Maroon 5                                            | [ 44 ] |
| 3 de novembro   | "One More Night"      | Maroon 5                                            | [ 45 ] |
| 10 de novembro  | "Miss Right"          | Ne-Yo                                               | [ 46 ] |
| 17 de novembro  | "Miss Right"          | Ne-Yo                                               | [ 47 ] |
| 21 de novembro  | "Call Me Maybe"       | Carly Rae Jepsen                                    | [ 48 ] |
| 28 de novembro  | "Tears Always Win"    | Alicia Keys                                         | [ 49 ] |
| 8 de dezembro   | "Tears Always Win"    | Alicia Keys                                         | [ 50 ] |
| 15 de dezembro  | "Young Girls"         | Bruno Mars                                          | [ 51 ] |
| 22 de dezembro  | "Young Girls"         | Bruno Mars                                          | [ 52 ] |
| 29 de dezembro  | "One Day More"        | Les Misérables Cast                                 | [ 53 ] |

## Histórico mensal
| Mês       | Canção              | Artista(s)                                      | Total de downloads fim de ano | Posição de fim de ano | Ref    |
| --------- | ------------------- | ----------------------------------------------- | ----------------------------- | --------------------- | ------ |
| Janeiro   | "I Won't Give Up"   | Jason Mraz                                      | 1,452,256                     | 6                     | [ 54 ] |
| Fevereiro | "Be Be Your Love"   | Rachael Yamagata                                | 1,035,114                     | 10                    | [ 55 ] |
| Março     | "Moves Like Jagger" | Maroon 5 com participação de Christina Aguilera | 2,229,057                     | 2                     | [ 56 ] |
| Abril     | "Payphone"          | Maroon 5 com participação de Wiz Khalifa        | 2,062,177                     | 1                     | [ 57 ] |
| Maio      | "Payphone"          | Maroon 5 com participação de Wiz Khalifa        | 2,062,177                     | 1                     | [ 58 ] |
| Junho     | "Payphone"          | Maroon 5 com participação de Wiz Khalifa        | 2,062,177                     | 1                     | [ 59 ] |
| Julho     | "One More Night"    | Maroon 5                                        | 1,526,552                     | 4                     | [ 60 ] |
| Agosto    | "One More Night"    | Maroon 5                                        | 1,526,552                     | 4                     | [ 61 ] |
| Setembro  | "One More Night"    | Maroon 5                                        | 1,526,552                     | 4                     | [ 62 ] |
| Outubro   | "One More Night"    | Maroon 5                                        | 1,526,552                     | 4                     | [ 63 ] |
| Novembro  | "Call Me Maybe"     | Carly Rae Jepsen                                | 752,956                       | 9                     | [ 64 ] |
| Dezembro  | "Tears Always Win"  | Alicia Keys                                     | 206,176                       | -                     | [ 65 ] |